# ジャック・ヘミングウェイ
ジャック・ヘミングウェイ(Jack Hemingway)ことジョン・ハドリー・ニカノール・ヘミングウェイ（John Hadley Nicanor Hemingway、1923年10月10日 - 2000年12月1日）は、カナダ生まれのアメリカ合衆国のフライフィッシャーマン、自然保護活動家、著述家である。小説家アーネスト・ヘミングウェイの長男である。

## 若年期
ジャック・ヘミングウェイは1923年10月10日にカナダのオンタリオ州トロントで生まれた。父はアーネスト・ヘミングウェイ、母はその最初の妻ハドリー・リチャードソンで、2人の間の子供はジャック1人だけだった。その後、ヘミングウェイの後妻のポーリン・ファイファーとの間にパトリックとグレゴリーという2人の異母弟が生まれた。
ジャックは生涯を通じて、身体は父親に似ているが、性格は母親に似ていて、「気立てがよく、穏やかで、特に行動的ではない」と言われていた。ジャックの正式名「ジョン・ハドリー・ニカノール」は、母ハドリーと、父が尊敬していたスペインのマタドール ニカノール・ビジャルタにちなんでつけられた。ガートルード・スタインとアリス・B・トクラスが洗礼式の代父母を務めた。幼い頃、母親から「ふっくらしたテディベアのような性格だから」とバンビー(Bumby)と呼ばれていた。パリやオーストリア・アルプスで幼少期を過ごした。

## 軍歴と大戦後のキャリア
ジャックはモンタナ大学とダートマス大学に通っていたが、卒業はしなかった。1941年の真珠湾攻撃の後、アメリカ陸軍に入隊した。
1943年末のある日、ニューヨーク州オレンジバーグ近くのキャンプ・シャンクスで、バーにいた2人の年配の男性（そのうち1人は顔見知りだった）が、アーネスト・ヘミングウェイとウィリアム・フォークナーのどちらが優れた作家かについて議論しているのを耳にした。ジャックはそれを遮って、自分の意見として「ヘミングウェイやフォークナーよりも優れたストーリーテラーである作家、モーリス・ウォルシュがいる」と言った。男性の一人が「私がモーリス・ウォルシュです」と言うと、ヘミングウェイは「私はジャック・ヘミングウェイです......お会いできて嬉しいです」と答えた。
1944年、フランスに赴任し、黒人兵士の特殊部隊を指揮する憲兵隊員として軍歴をスタートした。その後、戦時情報機関である戦略情報局(OSS)（中央情報局(CIA)の前身）に異動した。OSSでは、フランス語を話せる少尉として、フランスのレジスタンスと行動を共にした。任務のためにナチス占領下のフランスにパラシュートで降下する際に釣りの道具を持参し、任務を終えて釣りをしている最中にドイツ軍に捕らえられそうになったこともあるというエピソードがあるほど、大胆な感覚の持ち主であった。アルジェでの休暇中、父の3番目の妻のマーサ・ゲルホーンと出会った。ゲルホーンのことをジャックは「大好きなもうひとりのお母さん」と呼んでいた。ジャーナリストであるゲルホーンは、フランス軍の従軍記者としてイタリアに向かう途中だった。
1944年10月下旬にフランス北東部のヴォージュ地方で負傷してドイツ軍に捕らえられ、1945年4月までムースブルグ収容所に捕虜として収容されていた。捕虜になっている間、体重が210ポンド（95キログラム）から140ポンド（63キログラム）まで落ちた。釈放後はパリに送られ、1945年5月8日のヨーロッパ戦勝記念日を祝うシャンゼリゼ通りでの群衆に加わった。戦時中の功績により、フランス政府からクロワ・ド・ゲール勲章を授与された。
戦後、ドイツの西ベルリンとフライブルク・イム・ブライスガウ、アメリカ・ノースカロライナ州のフォート・ブラッグに短期間駐留した後、退役した。除隊後は、株式仲買人、釣り用品の販売員などの仕事をしていた。1967年に仕事をやめ、父の終の棲家であり埋葬地でもあるアイダホ州ケッチャムに移った。そこで彼は語学を教え、フライ・フィッシングに情熱を傾け、2冊の自伝を書いた。

## 結婚と家族
ジャックは、1949年6月25日にパリでバイラ・ルイーズ・"パック"・ウィットルシー(Byra Louise "Puck" Whittlesey)と結婚した。二人の結婚式には、ジュリア・チャイルドやアリス・B・トクラスも出席した。2人の間には、ジョーン・ホイットルジー・"マフェット"・ヘミングウェイ（Joan Whittlesey "Muffet" Hemingway、1950年生まれ）、マーゴ・ルイズ・ヘミングウェイ（Margaux Louise Hemingway、1954-1996年）、マリエル・ハドリー・ヘミングウェイ（Mariel Hadley Hemingway、1961年生まれ）の3人の子供がいた 。
パックは癌により1988年に亡くなった。1989年にアンジェラ・ホルベイ(Angela Holvey)と結婚した。
マーゴは1996年に抗不安薬の過剰摂取により42歳で亡くなり、これは自殺と見られている。ヘミングウェイの家系では、4世代のうちで5人（父アーネスト・ヘミングウェイを含む）の自殺者を出している。
2013年のテレビドキュメンタリー映画『ランニング・フロム・クレイジー』の中で、マリエルは家族のアルコール依存症、精神疾患、自殺への苦悩を語っている。2013年初頭、マリエルは、ジャックが姉2人を性的に虐待したと主張した。

## 釣りと自然保護活動
ジャック・ヘミングウェイは、生涯を通じてフライ・フィッシングに熱中していた。北米の鱒のいる素晴らしい川のほとんどで釣りをしたと語っていたほか、世界各地の川でも釣りをしていた。
ジャックは長くアイダホ州に住み、1971年から1977年まではアイダホ州の魚類・ゲーム委員会の委員を務めていた。ジャックがキャッチ・アンド・リリースを法制化した結果、アイダホ州の鱒の生息数は増加した。ザ・ネイチャー・コンサーヴァンシーとの共同活動により、アイダホ州サンバレー近郊のシルバー・クリークを、アイダホ州の優良な鱒釣り場として保護することに貢献した。

## 著述活動
ジャック・ヘミングウェイは、父の4番目かつ最後の妻のメアリー・ウェルシュ・ヘミングウェイによる『移動祝祭日』の編集を手伝った。この本は、1920年代のパリでの生活を描いた父アーネスト・ヘミングウェイの回想録で、その死の3年後に出版された。
また、ジャック・ヘミングウェイは1986年に自伝"Misadventures of a Fly Fisherman: My Life With and Without Papa"を出版した。2冊目の自伝"A Life Worth Living: The Adventures of a Passionate Sportsman"は、死後の2002年に発表された。

## 死去
ジャック・ヘミングウェイは2000年12月1日、ニューヨークで心臓手術を受けた後の合併症により77歳で死去した。彼は以前、44歳頃に心臓発作を起こしていた。
遺体は、アイダホ州のケッチャム墓地に、妻のパック、娘のマルゴー、父のアーネスト、異母弟のグレゴリーと並んで埋葬されている。
2001年、アイダホ州は彼に敬意を表して、「ジャック・ヘミングウェイ・コンサベーション・デー」を定めた。

## 著作
- Hemingway, Jack (1986). Misadventures of a Fly Fisherman: My Life With and Without Papa. Dallas: Taylor Pub. Co.  ISBN 0-8783-3379-7
  - 日本語訳: ジャック・H・N・ヘミングウェイ 著、沼沢洽治 訳『青春は川の中に―フライフィッシングと父ヘミングウェイ』1990年。
- Hemingway, Jack (2002). A Life Worth Living: The Adventures of a Passionate Sportsman. Guilford, Conn.: Lyons Press.  ISBN 1-58574-325-9